# Dans la peau de Thomas Pesquet
Pour plus de détails, voir Fiche technique et Distribution.
Dans la peau de Thomas Pesquet est un film français réalisé par Pierre-Emmanuel Le Goff et Jürgen Hansen, sorti en 2018. Il retrace l'aventure de l'astronaute français Thomas Pesquet lors de sa mission spatiale en 2016/2017.
Distribué dans toute la France dans le réseau de salle Illucity et DreamAway

## Description
Dans la peau de Thomas Pesquet est un film consacré à la mission spatiale de Thomas Pesquet en 2016/2017. Il montre les entraînements puis le quotidien de l'astronaute à bord de la station spatiale internationale et une sortie extra-véhiculaire dans le vide spatial.
Réalisé par Pierre-Emmanuel Le Goff et Jürgen Hansen, le film est tourné en réalité virtuelle (VR) à 360°, et constitue à ce titre le premier film de l'histoire tourné en VR dans l'espace. Il est constitué de deux courts-métrages de 15 minutes, la première partie étant consacrée à l'entraînement et la seconde à la mission dans la station spatiale internationale (ISS). Ce film s'inscrit dans la collaboration entre les réalisateurs et l'astronaute qui aboutit à la réalisation de plusieurs réalisations filmographiques,.

## Synopsis
1ère partie:
Dans les centres d'entraînement de la NASA à Houston, soyez les premiers témoins des tests de préparation des astronautes pour l'espace avec un guide exceptionnel : Thomas Pesquet. Faites l'expérience de la centrifugeuse, des simulations d'exercice de l'ISS ou encore plongez avec lui dans une gigantesque piscine destinée aux simulations de sortie extravéhiculaire.
2ème partie: 
Thomas Pesquet réalise son rêve d'enfant : il s'apprête à s'envoler pour la Station spatiale internationale. Vivez le décollage de la capsule Soyouz au plus près jusqu'à son arrivée dans l'ISS. Grâce aux toutes premières images jamais tournées dans l'espace en réalité virtuelle 360°, explorez l'intérieur de celle-ci et admirez l'espace et la Terre vue depuis la Coupole avant d'effectuer une sortie dans le vide intersidéral.

## Réception
De par ses éléments techniques novateurs, le film est projeté dans plusieurs festivals spécialisés sur les documentaires, par exemple le DocDay en marge du festival de Cannes,, ou la réalité virtuelle.

## Fiche technique
- Réalisation : Pierre-Emmanuel Le Goff, Jürgen Hansen
- Scénario : Pierre-Emmanuel Le Goff
- Musique : Guillaume Perret
- Cadre : Maxime Beucher, David Lafin
- Sociétés de production : La Vingt-Cinquième Heure, Prospect TV, France Télévisions, DV Group
- Société de distribution : La Vingt-Cinquième Heure (France)
- Pays de production :  France,  Allemagne
- Langues originales : français / anglais
- Format : couleurs - réalité virtuelle 360° - son binaural
- Genre : docufiction
- Durée : 2 × 15 minutes
- Date de sortie :
  - France : 4 avril 2018[6] première mondiale
- Distribution : DreamAway et Illucity

## Distinctions
- NewImages Festival Paris
- Barcelona 360 Film Fest
- Earth Day Film Festival
- 360 Film Festival - Paris: Prix Coup de Cœur remis par le jury présidé par Jan Kounen